# Kem xoài
Kem xoài, còn gọi là sorbetes xoài, là một loại hương vị kem Philippines được chế biến bằng cách sử dụng xoài Philippines chín nghiền thành bột hoặc xay nhuyễn. Đây là một trong những hương vị phổ biến nhất của món kem sorbetes truyền thống, do có rất nhiều xoài ở quần đảo này.
Hương vị này cũng đã được chuyển thể thành kem thương mại thông thường ở Philippines, bao gồm Magnolia (không liên kết với thương hiệu Magnolia của Mỹ) và Selecta, và đã lan rộng ra các quốc gia khác.